# Сент-Джордж-Кей
Сент-Джордж-Кей (англ. St. George's Caye, исп. Cayo San Jorge) — остров у побережья Белиза.
Сент-Джордж-Кей — небольшой остров в Карибском море в Белизском Барьерном рифе. Он расположен в 14 км от континентального побережья. Остров вытянут с севера на юг на 4 км, ширина же его всего около 500 м.
Население — 20 человек (2000), все проживают в одноимённом острову населённом пункте.
Ранее остров был известен как Cayo Cocina. На нём испанцами в 1650 году был построен посёлок, ставший вскоре крупнейшим у побережья Белиза. При англичанах он стал даже столицей колонии с 1700-х гг. 15 сентября 1779 года во время англо-испанской войны Кайо-Качина был захвачен испанцами, поселение сожжено, а жители с рабами вывезены. Пленники были освобождены лишь в 1782 году.
Остров также известен битвой между англичанами и испанцами, состоявшейся с 3 по 10 сентября 1798 года в ходе уже новой англо-испанской войны. Сражение завершилось победой англичан, испанцы больше не предпринимали попыток захватить Британскую часть Гондураса.
Вплоть до конца XX века на острове располагалась подразделение подготовки и поддержки британской армии.
В настоящее время на острове расположена курортная зона, популярная у любителей дайвинга, сноркелинга и парусного спорта.